# ChemXSeer
O projeto ChemXSeer, fundado pela National Science Foundation, é uma biblioteca digital pública integrada, banco de dados, e motor de busca para artigos científicos em Química. Ele está sendo desenvolvido por uma equipe multidisciplinar de pesquisadores da Universidade Estadual da Pensilvânia. ChemXSeer foi concebido pelos Dr. Prasenjit Mitra, Dr. Lee Giles e o Dr. Karl Mueller, como forma de integrar a literatura científica relacionada à química com os dados experimentais, analíticos e de simulação de diferentes tipos de sistemas experimentais. O objetivo do projeto é criar uma busca inteligente e um banco de dados que servirá de acesso aos dados relevantes para uma diversificada comunidade de usuários que têm uma necessidade de informação na área da química. Ele está hospedado na World Wide Web da Faculdade de Ciências da Informação e Tecnologia, na Universidade Estadual da Pensilvânia.

## Recursos
A fim de proporcionar o acesso aos dados relevantes para os seus usuários, o ChemXSeer fornece novos recursos que não estão disponíveis em motores de busca tradicionais ou bibliotecas digitais.
1. Busca por Entidade Química: Uma ferramenta capaz de identificar fórmulas químicas e nomes químicos, e extrair e efetuar a desambiguação deles da forma geral dentro dos documentos. Esses termos não ambíguos são usados para realizar buscas.
2. TableSeer: nos artigos acadêmicos, tabelas são utilizadas para apresentar, listar, resumir e estruturar dados importantes. O TableSeer identifica automaticamente tabelas em documentos digitais, extrai a os metadados da tabela, bem como o conteúdo das células e armazena-os de tal forma que permite aos usuários ou consultar o conteúdo da tabela ou buscar tabelas em um grande conjunto de documentos.
3. Pesquisa em conjuntos de dados: ChemXSeer fornece ferramentas para integrar bases de dados de diferentes fontes de experimentos. O sistema é capaz de manipular os resultados de vários formatos, tais como XML, Microsoft Excel, Gaussian, e CHARMM, criar bases de dados, para permitir consultas directas sobre os dados, criar Metadados, usando uma ferramenta de anotação, o que permite que os usuários pesquisem sobre os conjuntos de dados, bem como uma maneira de criar links entre bases de dados e/ou entre conjuntos de dados e documentos.

Em adição a estas ferramentas, ChemXSeer irá integrar os avanços feitos pelo seu projeto irmão CiteSeerX para fornecer:
- Pesquisa de texto completo
- pesquisa local, de autor, de afiliação institucional e de título
- busca de citação e reconhecimento
- Links para citações e estatísticas